# Unione Sportiva Aosta Calcio 1994-1995
Questa voce raccoglie le informazioni riguardanti  l'Unione Sportiva Aosta Calcio nelle competizioni ufficiali della stagione 1994-1995.

## Stagione
Area direttiva
- Presidente: Massimo Pavan
- Amm. Delegato: Rag. Romano Bo
- Segretario Generale: Adelio Framarin

Area tecnica
- Direttore sportivo: Sergio Borgo, poi vacante dal 9 aprile 1995
- Allenatore: Marco Taffi, poi Giuliano Ciravegna indi Ferruccio Mazzola

## Rosa
| N. |                   | Ruolo | Calciatore            |
| -- | ----------------- | ----- | --------------------- |
|    | Italia (bandiera) | P     | Orazio Buda           |
|    | Italia (bandiera) | A     | Matteo Ceccato        |
|    | Italia (bandiera) | A     | Roberto Chiappara     |
|    | Italia (bandiera) | D     | Pellegrini Cocca      |
|    | Italia (bandiera) | C     | Enrico Colnaghi       |
|    | Italia (bandiera) | D     | Stefano Cremonese     |
|    | Italia (bandiera) | C     | Sandro Danelutti      |
|    | Italia (bandiera) | D     | Didier Degioz         |
|    | Italia (bandiera) | C     | Marco Ferrari         |
|    | Italia (bandiera) | C     | Ivan Ferretti         |
|    | Italia (bandiera) | P     | Alberto Maria Fontana |
|    | Italia (bandiera) | C     | Massimo Gargani       |
|    | Italia (bandiera) | C     | Cisco Guida           |
|    | Italia (bandiera) | A     | Giorgio Lenta         |
|    | Italia (bandiera) | D     | Luca Lessio           |

| N. |                   | Ruolo | Calciatore           |
| -- | ----------------- | ----- | -------------------- |
|    | Italia (bandiera) | D     | Oliviero Mascheroni  |
|    | Italia (bandiera) | A     | Stefano Mazzoni      |
|    | Italia (bandiera) | C     | Roberto Milani       |
|    | Italia (bandiera) | C     | René Montrosset      |
|    | Italia (bandiera) | A     | Fabio Morello        |
|    | Italia (bandiera) | D     | Alessandro Moschetta |
|    | Italia (bandiera) | C     | Alberto Mulazzi      |
|    | Italia (bandiera) | C     | Silvio Picci         |
|    | Italia (bandiera) | D     | Marco Santoloci      |
|    | Italia (bandiera) | C     | Ugo Schiavo          |
|    | Italia (bandiera) | C     | Giovanni Sorge       |
|    | Italia (bandiera) | D     | Ildebrando Stafico   |
|    | Italia (bandiera) | C     | Paolo Stringara      |
|    | Italia (bandiera) | A     | Alessandro Violante  |